# Turnera odorata
Turnera odorata är en passionsblomsväxtart som beskrevs av Louis Claude Marie Richard. Turnera odorata ingår i släktet Turnera och familjen passionsblomsväxter. Inga underarter finns listade i Catalogue of Life.